# Jaana Redflower
Jaana Redflower (* 15. Oktober 1982 als Jennifer Schareina in Mülheim an der Ruhr) ist das Pseudonym von Jennifer Klawitter, einer deutschen Autorin, Musikerin und Grafikerin.

## Leben und Werk
Jaana Redflower hat in Essen Kommunikationsdesign an der Folkwang Universität der Künste studiert (mit künstlerischem Schwerpunkt), lebt aber nun in Witten. Sie illustriert Bücher und gestaltet Cover und ist zudem als Musikerin und Autorin unterwegs. Für ihre Bandprojekte „Jaana Redflower“ und die „Gamma Rats“, bei denen auch ihr Ehemann Adrian Klawitter Mitglied ist, erschafft sie aufwendige Videos.
Sie ist Mitglied im Phantastik Autoren Netzwerk PAN und bietet in Zusammenarbeit mit diesem die „Kunst trifft auf Buch“-Reihe an, bei der sie kurze Autorentexte spontan illustriert.
Seit 2019 arbeiten Jaana Redflower und Adrian Klawitter mit dem Musiker und Autor Michael Völkel zusammen. Sie hat Illustrationen und Videoschnitte für seine Projekte angefertigt, es gab gemeinsame Auftritte und Aufnahmesessions in ihrem Studio. Auf Völkels CD „Projekt V“, befindet sich eine Gitarrenbearbeitung von „Cyberpunk-Invasion“ von den „Gamma Rats“.
Sie hat als Illustratorin u. a. mit dem EXODUS-Magazin und dem Nova-Magazin zusammengearbeitet.

## Werke als Autorin
- Jorge, Pinguin im Kopf, Edition Paashaas, 2016, ISBN 978-3-945725-61-0.
- Der Tag, an dem die Vögel schwiegen, Edition Paashaas, 2018, ISBN 978-3-96174-030-7.
- Ab Yssin, Edition Paashaas, 2020, ISBN 978-3-96174-061-1.
- Todgelübde, Modern Phantastik, 2020.
- Katharina? Edition Paashaas, 2023, ISBN 978-3-96174-134-2.
- Kurzgeschichte Jorge in der Anthologie Bestiae Mentis, Edition Roter Drache (Anthologie vom Phantastik Autoren Netzwerk PAN), 2023, ISBN 978-3-96815-066-6

## Werke als Musikerin
- 2013: Jaana Redflower – Back to the Roots
- 2016: Jaana Redflower – Of Rhythm and Bloom
- 2016: Clockwork Yew – Bad to the Bone
- 2019: Jaana Redflower – Tis Amunde San
- 2019: Gamma Rats – Soul Food
- 2021: Gamma Rats – Gamma Rats
- 2024: Gamma Rats – Digital Dots

## Preise und Nominierungen
- 2018: 1. Preis beim Radio Planet Awards für das Cover sowie 2. Preis für das beste Horrorbuch für Der Tag, an dem die Vögel schwiegen[4]
- 2021: Musikerin des Jahres[5]